# گرتل و هانسل
گرتل و هانسل (به انگلیسی: Gretel and Hansel) یک فیلم در ژانر ترسناک فراطبیعی به کارگردانی آز پرکینز و محصول سال ۲۰۲۰ ایالات متحده آمریکا است. فیلم‌نامه این فیلم توسط راب هیز بر اساس فولکلور آلمانی به همین نام به رشته تحریر درآمده است. سوفیا لیلیس و سم لیکی در نقش‌های اصلی، و جسیکا دیگو و آلیس کریج از دیگر ستارگان فیلم هستند. فیلم داستان گرتل و هانسل را دنبال می‌کند که برای یافتن کار و خوراک به منظور کمک به والدین فقیرشان وارد جنگلی تاریک می‌شوند، اما به طور اتفاقی درگیر نقشه شیطانی جادوگری می‌شوند. این دومین فیلم لایو اکشن پس از هانسل و گرتل: شکارچیان جادوگر (۲۰۱۳)، بر اساس این فولکلور و همچنین دومین عنوانی است که از این فولکلور در ساخت یک فیلم ترسناک استفاده کرده است.
این فیلم در تاریخ ۳۱ ژانویه ۲۰۲۰، توسط یونایتد آرتیستس به نمایش درآمد.

## داستان فیلم
داستان یک دختر جوان به‌نام گرتل را دنبال کند که تلاش می‌کند تا هانسل، برادر کوچکش را در یک جنگل تاریک هدایت کند. گرتل زمانی‌که در جستجوی غذا و کار است، یک کلبه مرموز در جنگل پیدا می‌کند که صاحب این کلبه یک جادوگر شیطانی است که از هویت آن خبر ندارند و ...